# Ilybius cinctus
Ilybius cinctus är en skalbaggsart som beskrevs av Sharp 1878. Ilybius cinctus ingår i släktet Ilybius och familjen dykare. Inga underarter finns listade i Catalogue of Life.